# Battaglia di Shimantogawa
La battaglia del fiume Shimanto (四万十川の戦い?, Shimantogawa no tatakai) avvenne nel 1575 tra i clan Chōsokabe e Ichijō.
Chōsokabe Motochika, un tempo vassallo degli Ichijō, aveva costretto alla fuga Ichijō Kanesada nel 1573. Kanesada si era rifugiato nella provincia di Bungo da Ōtomo Sōrin. Con l'appoggio del clan Ōtomo Kanesada radunò un'armata di 3 500 e tornò nella provincia di Tosa per riconquistarla. Motochika, venuto a sapere dell'arrivo degli Ichijō, marciò contro di loro. I due eserciti si affrontarono nei pressi del fiume Shimanto. Kanesada, sbalordito per l'alto numero delle truppe Chōsokabe, iniziò con un fitto lancio di frecce e tiro di archibugi, ma dopo esser venuto a conoscenza che i suoi avversari stavano attraversando il fiume più a nord, decise di dividere i suoi uomini. A questo punto Motochika ordinò un assalto totale oltre il fiume sbaragliando gli Ichijō. Kanesada si arrese definitivamente e venne mandato in esilio.
I Chōsokabe sconfissero definitivamente la famiglia Ichijō.